# Pławniowice
Pławniowice (německy Plawniowitz, v letech 1936–1945 Flößingen) jsou vesnice v jižním Polsku ve Slezském vojvodství v okrese Hlivice ve gmině Rudziniec. Leží na historickém území Horního Slezska v suburbánní zóně katovické konurbace zhruba 15 km severovýchodně od Hlivic. Podle sčítání lidu 2011 zde žily 862 osoby.
První zmínka o vesnici pochází z roku 1317. Po staletí sdílela osudy Opolského či Bytomského knížectví v rámcí zemí Koruny české a od rozdělení Slezska v roce 1742 byla součástí pruského, pak německého státu. K připojení k Polsku došlo po druhé světové válce.
Pławniowice leží na řece Kłodnici, avšak její koryto bylo v dotyčném úseku ve 30. letech 20. století spojeno s Hlivickým průplavem. Dochovaly se také pozůstatky staršího (dokončeno 1812) Kłodnického průplavu, který vedl paralelně k řece. Severně od obce se rozkládá vodní nádrž Pławniowice, jež vznikla v roce 1975 zatopením bývalé pískovny. Jedná se o oblíbené místo rekreace obyvatel hustě zalidněné katovické konurbace.
Dominantou obce je novorenesanční zámek postavený v letech 1882–1885 jako rezidence průmyslových magnátů Ballestremů. Na rozdíl od mnoha jiných slezských zámků nebyl vypálen po příchodu Rudé armády v roce 1945, krátce dokonce sloužil za sídlo maršálu Ivanu Koněvovi. Po válce byl převzat katolickou církví a dnes poskytuje své prostory Vzdělávacímu a formativnímu středisku hlivické diecéze (Ośrodek Edukacyjno-Formacyjny Diecezji Gliwickiej). Turistické prohlídky interiérů jsou možné. Součástí zámeckého areálu jsou rovněž park o rozloze 3,5 ha, kočárovna z roku 1881, dům kavalírů z roku 1889 a hospodářská stavení včetně špýcharu z roku 1888. Předchůdcem současného byl barokní zámek z roku 1732.
Pławniowice jsou napojeny na dálnici A4, nejbližší křižovatka Łany se nachází dva kilometry severozápadním směrem. Autobusové spojení s Hlivicemi a okolními vesnicemi zajišťuje dopravce GTV Bus.